# Mangalsen
Mangalsen (népalais : मङ्गलसेन) est une municipalité du Népal située dans la province de Sudurpashchim Pradesh et chef-lieu du district d'Achham. Au recensement de 2011, elle comptait 32 331 habitants.
Elle regroupe l'ancienne municipalité de Mangalsen ainsi que les anciens comités de développement villageois de Janalibandali, Kuntibandali, Oligau et Jupu.